# Головне управління Північного морського шляху

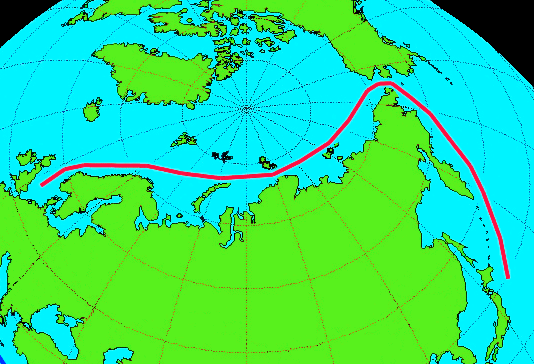
Північний морський шлях

Головне управління Північного морського шляху (Головпівнморшлях, ГУПМШ) (рос. Главное управление Северного морского пути, Главсевморпуть, ГУСМП) — державна організація, створена в 1932 році для народногосподарського освоєння Арктики і забезпечення судноплавства по Північному морському шляху.
До 1953 року — Головне управління при Раднаркомі СРСР, з 1953 по 1964 рік — Головне управління при Міністерстві морського транспорту СРСР. В даний час — Адміністрація Північного морського шляху при Федеральному агентстві морського і річкового транспорту Міністерства транспорту РФ.

## Історія
Першою організацією, створеною для вивчення можливостей морських перевезень в Арктиці і їх подальшого практичного використання, став Комітет Північного морського шляху, утворений в 1918—1919 роках постановами Ради Міністрів Тимчасового Сибірського уряду Колчака. Головним завданням Комітету було створення стійкого морського зв'язку Сибіру з західноєвропейськими портами по Північному Льодовитому океану для розвитку зовнішньої торгівлі.
У 1920 році постановою Сибірського Революційного Комітету ця організація була перетворена в радянський «Комсеверпуть». 15 червня 1928 цей орган був перетворений в Північно-Сибірське державне акціонерне товариство «Комсеверпуть» і переданий Наркомату зовнішньої і внутрішньої торгівлі СРСР, а з березня 1932 став Всесоюзним експортно-імпортними та транспортно-промисловим об'єднанням. 17 грудня 1932 року створено Головне управління Північного морського шляху, організація, створена для прокладки арктичного морського шляху від Білого моря до Берингової протоки, обладнання та підтримання його в справному стані, забезпечення безпеки плавання.
Були створені територіальні управління в Мурманську, Архангельську, Владивостоці. Були створені криголамний і транспортний флот. У Мурманську побудований судноремонтний завод Північморшляху. Пізніше до завдань Головного управління додалися дослідження в Арктиці, обладнання полярних станцій, авіабаз, портів, освоєння родовищ корисних копалин, проектування і будівництво криголамів, курування корінних нечисленних народів Півночі.
Влітку-восени 1932 року експедиція під керівництвом О. Ю. Шмідта на криголамному пароплаві «Сибіряков» вперше пройшла Північним морським шляхом з Архангельська до Берингової протоки за одну навігацію. За результатами цієї експедиції вищому керівництву країни було підготовлено доповідь про можливості використання північного морського маршруту для розвитку промисловості та інфраструктури півночі СРСР. Для цієї мети було запропоновано створити єдину організацію, яка займалася б не тільки розвитком транспортної системи, але й промисловістю, північними промислами, будівництвом портових споруд, організацією постійно діючих радіо- і гідрометеорологічних станцій, створенням лікарень і шкіл для місцевого населення.
17 грудня 1932 було утворено Головне управління Північного морського шляху при Раді Народних Комісарів СРСР. Район діяльності Головного управління Північного морського шляху - в європейській частині Союзу РСР острова і моря Льодовитого океану, а в азійській частині Союзу РСР - територія на північ від 62-ї паралелі. Керівником Управління був призначений О. Ю. Шмідт, його заступниками —  М. І. Шевельов (питання пов'язані з морським і повітряним транспортом) та  Г. А. Ушаков (радіо-і гідрометеорологічні служби, організація наукових досліджень).
У 1937 з Мурманська в Арктику пішли 44 судна з 45 000 тон вантажів. У тому ж році з-за важких льодів 26 суден, майже весь флот Північморшляху, залишилися на зимівлю в Арктиці. При перельоті в США пропав літак  Сигізмунда Леваневського. Освоєння Арктики в той час відзначено героїчним дрейфом  папанінської четвірки, легендарними походами криголамних пароплавів «Сибіряков» та «Челюскін», криголама «Літке», мужністю льотчиків полярної авіації. 
З 1939 по 1946 рік начальником Головпівнічморшляху був  І. Д. Папанін. З 15 жовтня 1941 року він також був Уповноваженим Державного Комітету Оборони з перевезень на Білому морі.
З серпня 1946 року начальником Головного управління Північного морського шляху став заступник  Наркома морського флоту СРСР, колишній капітан далекого плавання Олександр Олександрович Афанасьєв. 30 березня 1948 року О. О. Афанасьєв був призначений Міністром морського флоту СРСР, але вже 26 квітня він був заарештований, а 14 травня 1949 року засуджений  Особливою Нарадою при Міністерстві державної безпеки СРСР до 20 років виправно-трудових таборів за ст. 58-1 «а», 58-11 КК РРФСР. Указом Президії Верховної Ради СРСР від 16 квітня 1952 року звільнений від покарання достроково. 30 січня 1954 року повністю реабілітований Військовою колегією Верховного суду СРСР.
З 1948 року до 1953 року Головпівнічморшлях очолював генерал-майор авіації Олександр Олексійович Кузнєцов. В цей час в  Арктиці за допомогою  високоширотних повітряних експедицій виконувалися численні океанологічні, геофізичні та інші дослідження, в яких О. О. Кузнецов брав активну участь. Це був «літаючий» начальник. Він особисто здійснював розвідувальні польоти і перший здійснював посадку в найважчих льодових районах для організації на них станцій для проведення наукових робіт.
З березня 1953 року по червень 1959 року Головпівнічморшлях очолював інженер-контр-адмірал Василь Федотович Бурханов. Одночасно з керівництвом Головпівнічморшляхом він очолював високоширотні повітряні експедиції «Північ-6» та «Північ-7». У 1956 році В. Ф. Бурханов запропонував направити в Антарктиду першу  Радянську антарктичну експедицію під керівництвом  М. М. Сомова і особисто здійснював контроль за підготовкою та діяльністю цієї експедиції.
Головне управління Північного морського шляху діяло до 1965, в 1953-1964 як Главк при Міністерстві морського транспорту. Потім його основні функції були передані Міністерству морського флоту СРСР.
На честь Головного управління Північного морського шляху названий острів ГУСМП в дельті річки Колими.